# Australian Championships 1932
Gli Australian Championships 1932 (conosciuto oggi come Australian Open) sono stati la 25ª edizione degli Australian Championships e prima prova stagionale dello Slam per il 1932. Si è disputato dall'8 al 13 febbraio 1932 sui campi in erba del Memorial Drive Park di Adelaide in Australia.
Il singolare maschile è stato vinto dall'australiano Jack Crawford, che si è imposto sul connazionale Harry Hopman in cinque set. Il singolare femminile è stato vinto dall'australiana Coral McInnes Buttsworth, che ha battuto la connazionale Kathrine Le Mesurier in due set. Nel doppio maschile si è imposta la coppia formata da Jack Crawford e Gar Moon, mentre nel doppio femminile hanno trionfato Coral McInnes Buttsworth e Marjorie Cox Crawford. Il doppio misto è stato vinto da Marjorie Cox Crawford e Jack Crawford.

## Risultati

### Singolare maschile
Jack Crawford ha battuto in finale  Harry Hopman con il punteggio di 4–6, 6–3, 3–6, 6–3, 6–1

### Singolare femminile
Coral McInnes Buttsworth ha battuto in finale  Kathrine Le Mesurier con il punteggio di 9–7, 6–4

### Doppio maschile
Jack Crawford /  Gar Moon hanno battuto in finale  Harry Hopman /  Gerald Patterson con il punteggio di 12-10, 6–3, 4–6, 6–4

### Doppio femminile
Coral McInnes Buttsworth /  Marjorie Cox Crawford hanno battuto in finale  Kathrine Le Mesurier /  Dorothy Weston con il punteggio di 6–2, 6–2

### Doppio misto
Marjorie Cox Crawford /  Jack Crawford hanno battuto in finale  Meryl O'Hara Wood /  Jiro Satoh con il punteggio di 6–8, 8–6, 6–3